# Сподній Гай-при-Прагерскем
Сподній Гай-при-Прагерскем (словен. Spodnji Gaj pri Pragerskem) — поселення в общині Кидричево, Подравський регіон‎, Словенія.